# Mešní řád

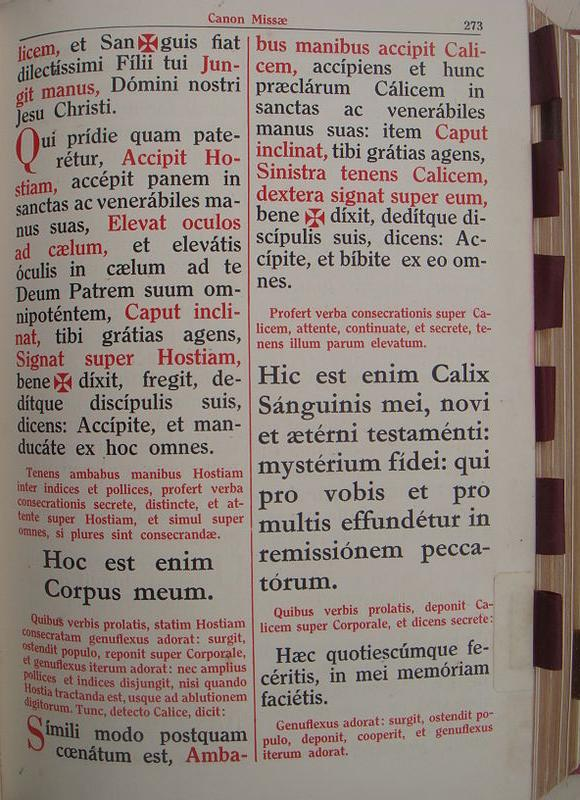
Římský misál

Mešní řád (latinsky ordo missae) je liturgický předpis římskokatolické církve, který obsahuje popis průběhu mše včetně neproměnných textů potřebných pro její slavení (zvláště ordinárium). Nachází se v liturgické knize zvané misál, a to v jeho střední části. Může být vydán i jako samostatná kniha (misálek) pro věřící, či jako součást kancionálu. 

## Historie
Před druhým vatikánském koncilem byl užíván mešní řád svatého Pia V. Po druhém vatikánském koncilu (zejména) mše sv. Pavla VI.

## Užití

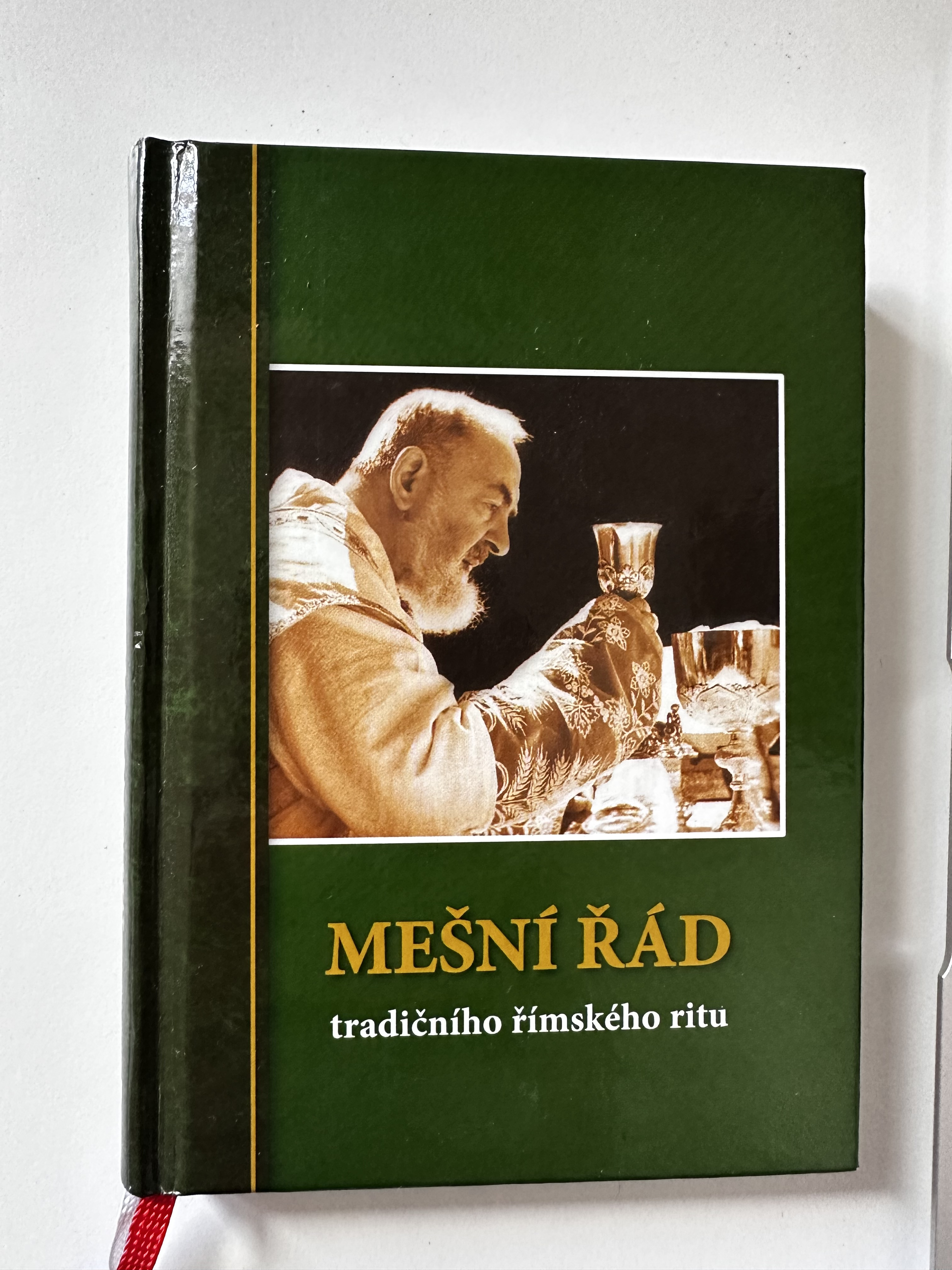
Mešní řád - misálek pro věřící s pokyny pro ministranty (nabízí latinsko-český text)

Využívá se jak při tradičním způsobu slavení mše forma extraordinaria (tridentská mše, mše podle misálu z roku 1962), tak nový způsob forma ordinaria (mše Pavla VI.). Kněz z misálu předčítá bohoslužebné texty mešního řádu, které mohou přítomní věřící sledovat ve svých osobních misálcích.